# Benjamin Mitchell
Benjamin Mitchell (* 30. November 1992 in Gold Coast, Queensland) ist ein ehemaliger australischer Tennisspieler.

## Karriere
Benjamin Mitchell spielte hauptsächlich auf der ATP Challenger Tour und der ITF Future Tour. Er gewann zehn Einzel- und einen Doppeltitel auf der Future Tour feiern. Auf der Challenger Tour war er 2013 und 2015 im Doppel erfolgreich und 2015 das einzige Mal im Einzel. Er bekam außerdem einige Wildcards für Turniere der ATP World Tour. Sein erstes Einzel dort bestritt er im Januar 2012 bei den Brisbane International, wo er in der ersten Runde dem Japaner Tatsuma Itō in zwei Sätzen unterlag. Auch seine anderen vier Einsätze im Einzel sowie vier der fünf Doppel auf diesem Niveau verlor er. Seine beste Platzierung im Einzel erreichte er im März 2012 mit Position 204 der ATP-Weltrangliste. Im Doppel stand er 2013 auf Platz 303. Nach 2015 kam er zu keinen Titeln mehr und verlor deutlich Plätze in der Rangliste. 2018 spielte er das letzte Mal professionell Turniere.

## Erfolge
| Legende (Anzahl der Siege)  |
| Grand Slam                  |
| ATP World Tour Finals       |
| ATP World Tour Masters 1000 |
| ATP World Tour 500          |
| ATP World Tour 250          |
| ATP Challenger Tour (3)     |

### Einzel

#### Turniersiege
| Nr. | Datum            | Turnier  | Belag     | Finalgegner  | Ergebnis      |
| --- | ---------------- | -------- | --------- | ------------ | ------------- |
| 1.  | 8. November 2015 | Canberra | Hartplatz | Luke Saville | 5:7, 6:0, 6:1 |

### Doppel

#### Turniersiege
| Nr. | Datum            | Turnier   | Belag       | Partner            | Finalgegner                  | Ergebnis |
| --- | ---------------- | --------- | ----------- | ------------------ | ---------------------------- | -------- |
| 1.  | 26. Oktober 2013 | Melbourne | Hartplatz   | Thanasi Kokkinakis | Alex Bolt Andrew Whittington | 6:3, 6:2 |
| 2.  | 28. Februar 2015 | Kyōto     | Teppich (i) | Jordan Thompson    | Gō Soeda Yasutaka Uchiyama   | 6:3, 6:2 |